# Iranotmethis
Iranotmethis is een geslacht van rechtvleugeligen uit de familie Pamphagidae. De wetenschappelijke naam van dit geslacht is voor het eerst geldig gepubliceerd in 1943 door Uvarov.

## Soorten
Het geslacht Iranotmethis omvat de volgende soorten:
- Iranotmethis cyanipennis Saussure, 1884
- Iranotmethis luteipes Bey-Bienko, 1951
- Iranotmethis persa Saussure, 1888